# Liste altnordischer Dichterinnen
Die Liste altnordischer Dichterinnen umfasst namentlich bekannte Frauen, die auf Altnordisch dichteten. Ihre Werke werden der Skaldendichtung zugeordnet, sind aber nur fragmentarisch erhalten.
- Áslaug kráka (9. Jh., im Skáldatal als Skaldin genannt)[1]
- Gunnhild Königsmutter (10. Jh.)
- Hildr Hrólfsdóttir (9./10. Jh.)
- Jórunn skáldmær (vermutlich 10. Jh.)
- Steingerðr Þorkelsdóttir (10. Jh.)[2]
- Steinunn Refsdóttir (10./11. Jh.)
- Steinvǫr Sighvatsdóttir (13. Jh.)
- Þórhildr skáldkona (10. Jh.)[3]
- Þuríðr Óláfsdóttir pá (11. Jh.)[4]
- Vilborg (11. Jh., im Skáldatal unter den Skalden im Gefolge von Óláfr kyrri aufgeführt)[5]

## Literarische Figuren
In verschiedenen altisländischen Sagas treten Frauen auf, die in Versen sprechen. Die ältere Forschungsliteratur ordnet viele dieser Strophen als anonym überlieferte Skaldendichtung ein; teilweise handelt es sich bei den Sprecherinnen um fiktive Figuren.
- Ásdís Bárðardóttir in der Grettis saga[6]
- Bróka-Auðr in der Laxdæla saga[7][8]
- Busla in der Bósa saga ok Herrauðs[9]
- Feima Hrímnisdóttir in der Gríms saga loðinkinna[10]
- Forað in der Ketils saga hœngs[11]
- Gyðja in der Ǫrvar-Odds saga[12]
- Heiðr in der Ǫrvar-Odds saga[13]
- Heiðr vǫlva in der Hrólfs saga kraka[14]
- Helga Bárðardóttir in der Bárðar saga Snæfellsáss[15]
- Hergunnr in der Hjálmþés saga ok Ǫlvis[16]
- Hervǫr in der Hervarar saga ok Heiðreks[17]
- Hervǫr Hundingjadóttir in der Hjálmþés saga ok Ǫlvis[18]
- Hetta in der Bárðar saga Snæfellsáss[19]
- Hildigunnr in der Ǫrvar-Odds saga[20]
- Ketilríðr Hólmkelsdóttir in der Víglundar saga[21]
- Kleima Hrímnisdóttir in der Gríms saga loðinkinna[22]
- Margerðr in der Hjálmþés saga ok Ǫlvis[23]
- Ólǫf geisli Þórisdóttir in der Víglundar saga[24]
- Ǫlvǫr in der Ǫrvar-Odds saga[25]
- Signý Hálfdanardóttir in der Hrólfs saga kraka[26]
- Signý Valbrandsdóttir in der Harðar saga[27]
- Skinnhúfa in der Hjálmþés saga ok Ǫlvis[28]
- Þorbjǫrg in der Harðar saga[29]
- Tochter von Ármóðr in der Egils saga[30][31]
- Unnr Marðardóttir in der Brennu Njáls saga[32]
- Vargeisa in der Hjálmþés saga ok Ǫlvis[33]
- Ýma trǫllkona in der Hjálmþés saga ok Ǫlvis[34]

Nicht miteinbezogen wurde in dieser Aufstellung die eddische Dichtung der Lieder-Edda und der Prosa-Edda, in der ganze Dialoge oder Monologe in Versen gesprochen werden. Unter den mittelalterlichen Rímur wurden nur die Landrés rímur von einer Frau verfasst, deren Name allerdings unbekannt ist.